# A Lake (Ontario)
Der A Lake ist ein See im Nordosten der kanadischen Provinz Ontario.

## Lage
Der A Lake befindet sich im Sudbury District, etwa 150 km nordnordwestlich der Stadt Sudbury. Der 4,8 ha große See ist 610 Meter lang, 120 Meter breit und liegt 389 Meter über dem Meeresspiegel. Das Gewässer wird über den westlich benachbarten Tahill Lake zum Mesomikenda Lake entwässert. Der kleine See befindet sich 10 km westlich von Gogama. Der Ontario Highway 144 führt 4 km östlich am See vorbei.